# Pethia padamya
Espèce
Statut de conservation UICN

 DD  : Données insuffisantes
Pethia padamya, anciennement Puntius padamya est une espèce de poisson de la famille des Cyprinidés originaire de Birmanie.